# SINGALONG
『SINGALONG』（シンガロング）は、日本のポップ・ロック・バンドである緑黄色社会の2枚目のフルアルバム。2020年4月22日に配信が開始され、2020年9月30日にCDとしてSony Music Labelsの社内レーベルEpic Records Japanより発売された。2018年に発売された『緑黄色社会』以来約2年ぶりかつ、メジャーデビュー後では初となるフルアルバム。シングルとして発表された「想い人」、「sabotage」、「Shout Baby」を含む全13曲が収録された。
アルバム『SINGALONG』は、オリコン週間アルバムランキングで最高位7位、Billboard Japan Hot Albumsで最高位8位を記録した。

## 背景・リリース
2020年3月7日、4月22日にメジャーデビュー後では初となるフルアルバム『SINGALONG』を初回限定盤と通常盤の2形態で発売することを発表され、同日にティザー映像が公開された。アルバムタイトルおよび1曲目のタイトル「SINGALONG」には、「心の底から湧き出てくるような、心で繋がっているような“一緒”」という意味が込められている。元々はコンセプトやビジョンはなく、タイアップ曲は必ず入れるということを前提に、バランスを見ながら選曲が行なわれ、揃った曲を見渡して「歌が軸になっている」ということから「SINGALONG」というタイトルが決まった。3月28日に全曲トレーラーが公開された。
2020年4月13日、本作から「Mela!」の先行配信が開始。同日、4月7日に新型コロナウイルスによる緊急事態宣言が発令された影響を受けてCDの発売を延期することを発表。一方、ダウンロード・ストリーミング配信は本来の発売日であった4月22日に開始された。
2020年7月24日に無観客配信ライブ『SINGALONG tour 2020 -夏を生きる-』を開催し、同ライブにて本作CDの発売日が9月30日、発売形態が「初回限定夏を生きた盤」を加えた3形態に変更となることを発表した。初回限定盤には1枚目のシングル『sabotage』のリリースを記念したスタジオライブ『奏でた音の行方 vol.2 -2019.11.10-』のライブ映像とミュージック・ビデオ5作品を収録したBlu-rayが付属。また、初回仕様として前者には収録曲の歌詞を記載したグラフィックカードとメンバーによる収録曲の解説が掲載されたフォトブック、後者には小林壱誓が手がけたメンバーイラストステッカーが付属する。初回限定夏を生きた盤には、本作のCDに先駆けて配信された「夏を生きる」、「Mela!」のリミックスバージョン、無観客配信ライブ『SINGALONG tour 2020 -夏を生きる-』からのライブ音源2曲と、7月12日にFM802で放送されたリモート・ドキュメンタリー番組『802 BINTANG GARDEN『緑黄色社会の社会実験』』を収録。また、ディスクジャケットは『夏を生きる』のジャケットを踏襲したデザインとなっている。

## 評価
ライターの吉羽さおりは、『Skream!』に寄稿したレビューで、全収録曲に共通する点を長屋晴子のエモーショナルな歌であり、それを最大限輝かせる3人のエネルギーとし、その激しくも楽しいぶつかり合いが“SINGALONG”を生むと評した。音楽ライターの金子厚武は、『bounce』（2020年5月号）に寄稿したレビューで、本作をバンドの知名度を上昇させた“sabotage”に顕著な躍動感溢れるバンド・アンサンブルはそのままに、長屋晴子の伸びやかな〈歌〉に焦点を当て、J-Popとしての完成度を高めたメジャー・ファースト・アルバムとし、ソウル調の「Mela!」や「ドラマティックなストリングス」を使用した複数のミドル・バラードがその印象を強めていると評した。
ライターの伊藤亜希は、アルバム『SINGALONG』の収録曲から「繰り返し聴きたくなる強み」を分析した記事の中で、本作を「緑黄色社会というエネルギーそのもの」と表現した。

## ライブツアー
当初は2020年5月16日から6月28日にかけて本作を引っさげた全国ワンマンツアー『SINGALONG tour 2020』が開催される予定だった。しかし、新型コロナウイルス感染症の拡大防止のために開催見送りとなり、6月10日に振替公演の日程が発表された。その代替として7月24日に無観客配信ライブ『SINGALONG tour 2020 -夏を生きる-』が開催され、WOWOWメンバーズオンデマンドで配信された。開催にあたり、フロアにセットが組まれたり、客席を使用した演出、ハンディカメラを持つなどの「無観客ライブならでは」の演出について細かなミーティングが行われた。同公演は9月27日にWOWOWで放送され、同月30日に発売された本作の初回生産限定夏を生きた盤に「sabotage」と「Shout Baby」のライブ音源が収録され、2021年2月3日に発売された3枚目のシングル『結証』の初回生産限定盤に付属のBlu-rayにライブ映像がノーカットで収録された。
10月7日に『SINGALONG tour 2020』の開催中止を発表。メンバー・スタッフ間の協議を経て、12月5日に神奈川・KT Zepp Yokohamaで有観客配信ライブ『SINGALONG tour 2020 -last piece-』が開催された。公演タイトルについて長屋は前提として、私たちの中で2020年は「SINGALONG」の年、2021年はまた違う年にしたいという思いがあったんです。CDの発売は延期になりライブもやれなかった。私たちの曲はお客さんの前で披露して初めて完成する気がしていて。だから12月のワンマンで最後のピースをはめてみんなと一緒に「SINGALONG」を完成させたくて、「-last piece-」と名付けたんですと説明している。同公演の様子は、2021年8月25日に発売された4枚目のシングル『LITMUS』の初回生産限定盤に付属のBlu-rayに収録された。

## 収録曲
| #         | タイトル            | 作詞              | 作曲           | 編曲                             | 時間  |
| --------- | ------------------- | ----------------- | -------------- | -------------------------------- | ----- |
| 1.        | 「SINGALONG」       |                   | 緑黄色社会     | 緑黄色社会 LASTorder             | 1:20  |
| 2.        | 「sabotage」        | 長屋晴子          | 長屋晴子       | Naoki Itai 緑黄色社会 [ 注釈 1 ] | 3:58  |
| 3.        | 「Mela!」           | 長屋晴子 小林壱誓 | peppe 穴見真吾 | 横山裕章 緑黄色社会              | 4:02  |
| 4.        | 「想い人」          | 長屋晴子          | 小林壱誓       | Naoki Itai 緑黄色社会            | 4:32  |
| 5.        | 「inori」           | 小林壱誓          | 小林壱誓       | Tomi Yo 緑黄色社会               | 4:12  |
| 6.        | 「Shout Baby」      | 長屋晴子          | 長屋晴子       | Naoki Itai 緑黄色社会            | 4:23  |
| 7.        | 「スカーレット」    | 穴見真吾          | 穴見真吾       | 川口圭太 緑黄色社会              | 3:34  |
| 8.        | 「一歩」            | 長屋晴子          | 長屋晴子       | Tomi Yo                          | 5:24  |
| 9.        | 「愛のかたち」      | 長屋晴子          | 長屋晴子       | 緑黄色社会 LASTorder             | 4:29  |
| 10.       | 「幸せ」            | 長屋晴子          | 長屋晴子       | soundbreakers 緑黄色社会         | 5:10  |
| 11.       | 「Brand New World」 | 小林壱誓          | 小林壱誓       | soundbreakers 緑黄色社会         | 3:46  |
| 12.       | 「あのころ見た光」  | 小林壱誓 長屋晴子 | peppe          | Naoki Itai 緑黄色社会            | 4:00  |
| 13.       | 「冬の朝」          | 長屋晴子          | 長屋晴子       | soundbreakers 緑黄色社会         | 5:05  |
| 合計時間: | 合計時間:           | 合計時間:         | 合計時間:      | 合計時間:                        | 53:55 |

| #   | タイトル                                              | 作詞 | 作曲・編曲 |
| --- | ----------------------------------------------------- | ---- | ---------- |
| 1.  | 「またね」(奏でた音の行方 vol.2 -2019.11.10-)         |      |            |
| 2.  | 「逆転」(奏でた音の行方 vol.2 -2019.11.10-)           |      |            |
| 3.  | 「sabotage」(奏でた音の行方 vol.2 -2019.11.10-)       |      |            |
| 4.  | 「Alice」(奏でた音の行方 vol.2 -2019.11.10-)          |      |            |
| 5.  | 「真夜中ドライブ」(奏でた音の行方 vol.2 -2019.11.10-) |      |            |
| 6.  | 「想い人」(奏でた音の行方 vol.2 -2019.11.10-)         |      |            |
| 7.  | 「あのころ見た光」(Music Video)                       |      |            |
| 8.  | 「幸せ」(Music Video)                                 |      |            |
| 9.  | 「想い人」(Music Video)                               |      |            |
| 10. | 「sabotage」(Music Video)                             |      |            |
| 11. | 「Shout Baby」(Music Video)                           |      |            |

| #         | タイトル                                                   | 作詞              | 作曲           | 編曲                    | 時間  |
| --------- | ---------------------------------------------------------- | ----------------- | -------------- | ----------------------- | ----- |
| 1.        | 「夏を生きる」                                             | 長屋晴子          | 長屋晴子       | Naoki Itai 緑黄色社会   | 4:26  |
| 2.        | 「Mela!」(夏を生きたRemix)                                 | 長屋晴子 小林壱誓 | peppe 穴見真吾 | LASTorder（リミキサー） | 4:40  |
| 3.        | 「sabotage」(SINGALONG tour 2020 -夏を生きる- 2020.7.24)   | 長屋晴子          | 長屋晴子       |                         | 4:06  |
| 4.        | 「Shout Baby」(SINGALONG tour 2020 -夏を生きる- 2020.7.24) | 長屋晴子          | 長屋晴子       |                         | 4:54  |
| 5.        | 「802 BINTANG GARDEN「緑黄色社会の社会実験」」             |                   |                |                         | 42:58 |
| 6.        | 「夏にバテる」(Secret Track)                               | 小林壱誓          | 小林壱誓       |                         | 7:22  |
| 合計時間: | 合計時間:                                                  | 合計時間:         | 合計時間:      | 合計時間:               | 68:26 |

## 曲の解説

### SINGALONG
「SINGALONG」は、本作のオーバーチュア。本作のレコーディングが完了した段階でアルバムのタイトルを考え、「アルバムの序曲のようなものが欲しい」ということから最後に制作された。 4人で方向性について話し合った後に、小林がイメージを作り「そこから膨らませていこう」という話であったが、当初のイメージとは違う曲となった。そこからpeppeが鍵盤を弾き、小林がアコースティック・ギター、穴見がエレクトリック・ギターを弾きながらコードが作られた。また、穴見は「フレディの真似みたいなボーカルを6声くらい重ねてみたりして、膨らせていきましたね。でも、結局その人たち（声）は採用されなかったけど」と語っている。

### sabotage
「sabotage」は、2019年11月6日に1枚目のシングルとして発売された楽曲。初回生産限定夏を生きた盤に付属のCDには、無観客配信ライブ『SINGALONG tour 2020 -夏を生きる-』でのライブ音源が収録されている。

### Mela!
「Mela!」は、本作のリード曲。初回生産限定夏を生きた盤に付属のCDには、LASTorderによるリミックスバージョン「Mela! (夏を生きたRemix)」が収録されている。

### 想い人
「想い人」は、2019年8月30日に配信限定シングルとして発表された楽曲。本作で初CD化となった。

### inori
「inori」は、小林が作詞作曲を手がけたエレクトロニカ調の楽曲。小林は楽曲を作った時のことを覚えておらず、「とりあえず変な曲を作りたいと思ってて…」と語っている。長屋は本作のデモの印象が「今までバンドでやったことのない感じ」すぎて、歌う身として不安みたいなものがあったと語っている。
当初歌詞は長屋が書く予定だったが、長屋が他の楽曲に取り組んでいたことと、「どうしても書きたいことがある」という小林の意思を尊重する形で小林単独の作詞作曲となった。小林はプライベートでショッキングな事件に遭遇してしまって、そこで何もできない自分に対しての戒めと想いを曲にしたんですよ。だいぶオブラートに包んで、男女の恋愛の話しに当てはめた歌になっているんですけどねと語っている。アレンジはトオミヨウによるもので、小林が制作したデモを基にエレクトロの要素やストリングスが加えられた。ベースはシンセベースが使用され、ドラムも打ち込みとなっている。

### Shout Baby
「Shout Baby」は、2020年2月19日に2枚目のシングルとして発売された楽曲。初回生産限定夏を生きた盤に付属のCDには、無観客配信ライブ『SINGALONG tour 2020 -夏を生きる-』でのライブ音源が収録されている。

### スカーレット
「スカーレット」は、ドラマ『G線上のあなたと私』の主題歌を制作する中で書かれた楽曲を、改めて穴見が歌詞を書いたもの。穴見は元々存在していた歌詞の断片から広げたとし、最初は、“恋愛の未熟さ”みたいな切り口から始めて。何でもない日々がその主人公を輝かせているんだっていうようなと語っている。穴見によると「ギターを主役にしたロックな曲にしたかった」とのことで、ギターのフレーズは基本的に穴見が作ったフレーズがそのまま使用され、ギターソロのみ川口圭太によるアレンジをベースに小林が手直しした。楽曲中ではローズ・ピアノが使用されており、長屋は「この速いテンポの曲で弾くローズのグリッサンドの感じ」が好きと語っている。

### 一歩
「一歩」は、長屋が作詞作曲したミドル・バラード。当初は「とあるミステリー作品」を題材とし、ペースを乱してくる人がいて、その人に困惑しているというテーマであった。アレンジは、長屋によると当初は「もうちょっと切なく、しっとりとした感じ」だったが、歌詞の雰囲気にそぐわないということからトオミヨウの協力のもとで変更したという。ギターはバンド初の1トラックとなっている。穴見は「今、リョクシャカで一番好きな曲かもしれない」と語っている。
発売後、北九州市立美術館『ザ・フィンランドデザイン展』のイメージソングとして使用された。

### 愛のかたち
「愛のかたち」は、「フルで聴いてもらうにあたり、箸休め的な曲があってもいいのでは？」ということをきっかけに作られた楽曲。歌詞の内容について長屋は、人間が生きていく上での最大のテーマを自分なりに書けたかなという感触があって、だからパッと聴きの印象とちゃんと歌詞を見ながら聴いた時の印象が違うという違和感を気に入っているので、そういう聴き方をしてもらえると嬉しいですねと語っている。
楽曲の途中には小林や穴見が、スタッフとともにボイスメモに録音した喫茶店を訪れた際の入店音や膨らませた風船を破裂させた音、ブースで録音した雑談が入っている。穴見はインディーズ盤も出していない時期に「他人と違うことをやりたいね」と言っていたとし、「その頃の感じが出ている曲だと思います」「だから、僕ら自身も、あの曲を作ってる時は単純に楽しかったですね」と語っている。ベーシックのアレンジは穴見によるもので、ビートルズの「サージェント・ペパーズ」的な感じというか、いろんな環境音が入っている音楽を当時すごく聴いてて、何かできないかな？とずっと考えてる時に、この曲が来たので。ガヤを入れるとか、みんなどう思うんだろう？って思ったら、「いいんじゃない？」って。そこからさらにアイディアをたくさん出してくれて、みんなで作りましたと語っている。
発売後、2023年4月5日に公開された日本ハム「中華名菜」のWebCMのテーマソングとして使用された。

### 幸せ
「幸せ」は、2019年5月29日に発売されたEP『幸せ -EP-』の表題曲。

### Brand New World
「Brand New World」は、「野外フェスのような場所で演奏すること」を想像した楽曲で、歌詞中の「君」は観客のことを指している。初期の楽曲を意識しており、小林は「『丘と小さなパラダイム』みたいな空気感の曲を作りたかった」と語っている。ドラムはスネアドラムを使用しない変則的なセッティングでレコーディングされた。歌詞中の「耳を澄ませ 始まりの歌が聴こえてきた」というフレーズは「始まりの歌」、「新しい光が見えた」というフレーズは次の曲「あのころ見た光」を指しており、前者のフレーズのあたりでは「始まりの歌」のリフがわずかに聴こえる。
中部7県のHonda CarsのCMソングとして使用された

### あのころ見た光
「あのころ見た光」は、2018年11月7日に発売された3枚目のミニアルバム『溢れた水の行方』収録曲。メンバーは「前作から今を繋ぐ大事な曲」としている。

### 冬の朝
「冬の朝」は、長屋が大学時代に書いた楽曲。長屋は、音楽活動をしていることを友人が認知するようになった時期で、友人から褒められることが増えたが純粋に喜べない自分がいたとし、私からしたらみんなもすごいし。やっていることは違うけど、頑張っていることは同じなのになって。ひねくれているんですけど、素直に喜べなかったんです（笑）。その頃に“みんな頑張っているのにな”という気持ちで書いた曲だったんですよ。で、当時は名古屋に住んでいたんですけど、上京を思って書いていたんですと説明している。2020年2月にメンバー全員で上京したことから、長屋は「このタイミングで、この曲を出せるのがまたいいな」と思ったと語っている。
2019年12月8日に昭和女子大学人見記念講堂で開催された『リョクシャ化計画2019』の最終公演で未発表曲としてピアノ弾き語りのアレンジで披露された。

### 夏を生きる
「夏を生きる」は、2020年7月31日に配信限定シングルとして発表された楽曲。初回生産限定夏を生きた盤にのみ収録。

## クレジット
※出典
緑黄色社会
- 長屋晴子 – Vocal, Guitar, Chorus（M3）, Tambourine（M3）, Clap（M3）, Ballon Popping（M9）
- 小林壱誓 – Guitar, Chorus, Tambourine（M3）, Clap（M3）, Programming（M5）, Environmental Soud Recording（M9）
- peppe – Keyboards, Chorus, Tambourine（M3）, Clap（M3）
- 穴見真吾 – Bass, Chorus, Tambourine（M3）, Clap（M3）, Synth Bass（M5）, Programming（M1, M9）, Environmental Soud Recording（M9）, Ballon Popping（M9）

追加ミュージシャン
- LASTorder – Programming（M1, M8, M9, DISC2-M1）
- Naoki Itai – Programming（M2, M4, M6, M12）
- 横山裕章 – Programming（M3）
- Tomi Yo – Programming（M5, M8）
- 川口圭太 – Programming（M7）
- soundbreakers – Programming（M10, M11, M13）
- 西村奈央 – Additional Arrangement（M2, M6, M12）
- 比田井修 – Drums（M2, M4, M6, M7, M10, M13）
- 森瑞希 – Drums（M3, DISC2-M1）, Chorus（M3）, Tambourine（M3）, Clap（M3）
- 城戸紘志 – Drums（M11, M12）
- 村田泰子Strings – Strings（M2, M10, M13）
- 岡部磨知Strings – Strings（M4）
- 吉田宇宙Strings – Strings（M5）
- 瀬恒啓 – Violin（DISC2-M1）
- 湯本淳希 – Trumpet（M3）
- 寺地美穂 – Alto Sax（M3）
- 川島稔弘 – Trombone（M3）
- LASTorder – Remix（DISC2-M2）, Programming（DISC2-M2）
- 内田絢子 – Narration（DISC2-M5）
- LASTorder – Background Music（DISC2-M5）, Jingle Additional Arrangement（DISC2-M5）

レコーディング・スタッフ
- 村上宣之 – Recording（DISC2-M2, M3, M4, M5を除く） & Mixing（DISC2-M5を除く）
- 川島尚己 – Assistant Engineer
- 日浦佑弥 – Assistant Engineer
- 吉井雅之 – Assistant Engineer
- 中村美幸 – Assistant Engineer
- 原田しずお – Vocal Recording（M3）
- 原田孝一 – Instruments Recording（M11）
- 松本浩昭 – Live Recording（DISC2-M3, M4）
- 佐藤大史 – FOH Mixing（DISC2-M3, M4）
- 八田雅樹 – Direction（DISC2-M5）, Edit（DISC2-M5）
- 滝口 "Tucky" 博達 – Mastering
- 新井政俊 – Director

アートワーク
- 加藤隆 – Illustration
- 川本拓三 – Art Direction
- 石田有里恵 – Design
- 松田佳奈 – Coordination
- 花房遼 – Photography
- 満園正明 – Stylist
- 高徳洋史 – Hair
- carrie – Make
- モリイ美術 – Production Design
- 宮井萌 – Products Coordination

## チャート成績

### 週間チャート
| チャート (2020年)                  | 最高位 |
| ---------------------------------- | ------ |
| Japan Hot Albums (Billboard JAPAN) | 8      |
| 日本 (オリコン)                    | 7      |
| 日本 (オリコン合算アルバム)        | 7      |

### 年間チャート
| チャート (2020年)                  | 順位 |
| ---------------------------------- | ---- |
| Japan Hot Albums (Billboard JAPAN) | 99   |

## 発売日一覧
| 国/地域 | 発売日        | レーベル           | 規格       | 規格品番      | 備考                     |
| ------- | ------------- | ------------------ | ---------- | ------------- | ------------------------ |
| 全国    | 2020年4月22日 | Epic Records Japan | 音楽配信   | ESCL05378B00Z |                          |
| 日本    | 2020年9月30日 | Epic Records Japan | CD+Blu-ray | ESCL-5376/7   | 初回生産限定盤           |
| 日本    | 2020年9月30日 | Epic Records Japan | CD         | ESCL/5378     | 通常盤                   |
| 日本    | 2020年9月30日 | Epic Records Japan | 2枚組CD    | ESCL-5443/4   | 初回生産限定夏を生きた盤 |